# 瀧川車站
瀧川站（日语：／ Takikawa eki */?）是一座位於日本北海道瀧川市，隸屬於北海道旅客鐵道（JR北海道）與日本貨物鐵道（JR貨物）的鐵路車站。JR北海道的車站位於榮町4丁目9、JR貨物的車站則位於榮町1丁目15-2。車站編號為A21。車站名稱的由來是阿伊努語中「so-rap-ci/」（有瀑布的河川）之意譯。瀧川車站是函館本線和根室本線的分歧點
地理位置重要，石勝線通車前札幌前往帶廣和釧路的列車全部經由此処。

## 歷史
- 1898年7月16日：北海道官設鐵道上川線的車站開始營業。一般車站。
- 1905年4月1日：由鐵道作業局（國有鐵道）接管。
- 1913年11月10日：釧路本線（現在的根室本線）開始通行。
- 1962年12月：第2代站房重建完成。
- 1986年11月1日：停止貨物處理。
- 1987年4月1日：國鐵分割民營化後，成為北海道旅客鐵道、日本貨物鐵道的車站。
- 2001年3月11日：進行服務規劃，瀧川～札幌之間的直通普通列車數目削減。規劃前，每日約有25班（每小時約1班）列車行駛。主要原因為岩見澤以北的需求減少，以及札幌都市圈更換新型車輛（721系電車）。

## 車站構造
瀧川站為擁有1個側式月台、2個島式月台及5條鐵路路線的地面車站。車站的設施位於東側，旁邊則是側式月台。月台由東起為1、4、5、6、7號線。此車站為直營車站，設施包括綠窗口（營業時間：5時20分～23時30分）、瀧川站旅行中心、自動售票機（不對應Kitaca）、小賣亭等。

### 月台配置
| 月台< | 路線      | 方向 | 目的地                                                   |
| ----- | --------- | ---- | -------------------------------------------------------- |
| 1     | ■根室本線 |      | 富良野、新得、帶廣、釧路方向 （一部分列車在4號月台到發） |
| 4     | ■函館本線 | 上行 | 岩見澤、札幌方向（主要為普通列車）                       |
| 5     | ■函館本線 | 上行 | 岩見澤、札幌方向（主要為特急列車）                       |
| 6     | ■函館本線 | 下行 | 旭川、稚內、網走方向（主要為特急列車）                   |
| 7     | ■函館本線 | 下行 | 深川、旭川方向（主要為普通列車）                         |

## 貨物車站
JR貨物車站位於旅客車站的南側。為擁有1個貨櫃月台、1條鐵路路線的地面車站，貨櫃貨物裝卸線的長度約140米。
根據2008年度統計，送出貨物為33,809噸，接收貨物為20,134噸。

## 車站周邊
車站位於瀧川市的市中心，因此附近有不少商店及食肆。不過近年來，郊區增加不少大型購物中心，所以現在車站周邊不會太擁擠。
- 國道12號
- 國道38號
- 國道451號
- 瀧川市政府
- 瀧川警察署
- 瀧川警察署車站前派出所
- 瀧川郵政局（併設日本郵政瀧川分店）
- 瀧川車站前郵政局
- 北海道勞動金庫瀧川分店
- 北門信用金庫總店
- 北空知信用金庫瀧川分店
- 北洋銀行瀧川分店、瀧川車站前分店
- 北海道銀行瀧川分店
- 瀧川（たきかわ）農業協同組合（JAたきかわ）總所
- 日本通運札幌分店瀧川營業分店
- 松尾成吉思汗羊肉
- 瀧川碼頭（北海道中央巴士、空知中央巴士）
- SMILE BILL（舊西友瀧川店）
- JOY SUPERMARKET 瀧川榮町店
- 燒肉食道園
- HOTEL おい川
- 壽屋旅館
- 北海道瀧川西高等學校
- 北海道瀧川高等學校
- 北海道瀧川工業高等學校
- 石狩川
- 瀧川市石狩川棒球場
- 札沼線新十津川車站
  - 與瀧川車站相距約4公里，汽車行車約15分鐘。但於2020年5月7日廢站。

## 相鄰車站
特急列車的停靠站參見各列車條目。
北海道旅客鐵道（JR北海道）
■函館本線
砂川（A20）－（空知太信號場）－瀧川（A21）－江部乙（A22）
■根室本線
快速（包括「狩勝」）、普通
瀧川（A21）－（東瀧川信號場）－赤平（T23）
- 在本站與東瀧川信號場之間，曾經存在過一之坂信號場，但已於1982年10月廢除。

## 外部連結
- （日語）瀧川站（JR北海道） （页面存档备份，存于）
- （日語）瀧川站 （页面存档备份，存于）
- （日語）全驛參觀之旅 （页面存档备份，存于）